# Magenta (Italie)
Pour les articles homonymes, voir Magenta.
Magenta (prononcé : [maˈdʒenta]) est une commune italienne de la ville métropolitaine de Milan, en Lombardie. Elle est principalement connue comme le site de la bataille de Magenta en 1859. La couleur magenta, créée par un colorant de synthèse en 1858, a été nommée d'après la bataille, en faisant référence à la couleur portée par les zouaves français.

## Géographie
La ville se trouve à une altitude de 138 m, à l'ouest de la Lombardie, dans la vallée du Tessin qui la sépare du Piémont.

### Climat
| Mois                              | jan. | fév. | mars | avril | mai | juin | jui. | août | sep. | oct. | nov. | déc. | année |
| --------------------------------- | ---- | ---- | ---- | ----- | --- | ---- | ---- | ---- | ---- | ---- | ---- | ---- | ----- |
| Température minimale moyenne (°C) | −3   | −2   | 2    | 5     | 10  | 13   | 15   | 15   | 12   | 7    | 2    | −2   | 6,16  |
| Température maximale moyenne (°C) | 5    | 8    | 13   | 17    | 21  | 26   | 28   | 28   | 24   | 18   | 11   | 6    | 16,25 |
| Précipitations (mm)               | 59   | 73   | 95   | 104   | 127 | 82   | 55   | 85   | 72   | 110  | 83   | 50   | 994   |

| Diagramme climatique                                  |       |       |        |         |        |        |        |        |        |       |       |
| J                                                     | F     | M     | A      | M       | J      | J      | A      | S      | O      | N     | D     |
| 5−359                                                 | 8−273 | 13295 | 175104 | 2110127 | 261382 | 281555 | 281585 | 241272 | 187110 | 11283 | 6−250 |
| Moyennes : • Temp. maxi et mini °C • Précipitation mm |       |       |        |         |        |        |        |        |        |       |       |

## Histoire
Magenta a été probablement fondée par les Insubres, une tribu celte, vers le Ve siècle av. J.-C. puis a été conquise par les romains en -222. Son nom est traditionnellement affilié au castrum Maxentiae, (le château de Maxence). Après la chute de l'Empire romain d'Occident, elle a été dirigée par les Lombards. Les origines celtiques de la ville ont été prouvées par de nombreuses découvertes archéologiques, notamment des objets et des armes dans une nécropole.
Au Moyen Âge, la ville a été détruite deux fois, en 1162 par Frédéric Barberousse et en 1356 par les troupes s'opposant aux Visconti de Milan. En 1398, Jean Galéas Visconti donna le territoire de la ville aux moines de la chartreuse de Pavie.
Le 4 juin 1859, elle est le lieu d'affrontement d'une importante bataille de la Campagne d'Italie. Les franco-piémontais y vainquirent les autrichiens, prenant ainsi leur chance de conquérir la Lombardie.
Magenta a obtenu le titre honorifique de « citta » le 25 mai 1947 par décret présidentiel.

## Lieux et monuments

### Architecture religieuse
- La basilique Saint-Martin : il s'agit de la plus grande église du diocèse après le dôme de Milan. La première pierre a été posée en 1893 et les travaux de construction de la structure furent terminés en 1901.
- Le sanctuaire de la vierge bienheureuse (it) : sa date de construction est officiellement inconnue. Elle remonte vers le XIVe siècle.
- L'église saint Rocco (it) : une église de la seconde moitié du XVe siècle.
- L'église paroissiale San Giovanni Battista e San Girolamo

Emiliani.
- L'église paroissiale de la Sainte-Famille
- L'oratoire de San Biagio
- La chapelle dell'Istituto delle Madri Canossiane

### Architecture civile
- Le palais Crivelli Pecchio Martinoni (l'hôtel de ville).
- La Villa Crivelli Boisio Beretta.
- Le palais Morandi.
- La Villa Melzi
- La Villa Naj-Oleari
- La Casa Giacobbe (it)
- La Casa Crivelli Redenaschi Brocca (it)

### architecture militaire
- L'ossuaire et le monument de la bataille de Magenta.
- Le monument de Mac-Mahon.

## Administration
| Période                                  | Période     | Identité       | Étiquette     | Qualité |
| ---------------------------------------- | ----------- | -------------- | ------------- | ------- |
| 28 mai 2002                              | 29 mai 2007 | Luca Del Gobbo |               |         |
| 29 mai 2007                              | En cours    | Luca Del Gobbo | Centro-destra |         |
| Les données manquantes sont à compléter. |             |                |               |         |

### Hameaux

#### Ponte Nuovo
Le hameau de Ponte Nuovo (en dialecte milanais : Punt Neouf) comprend près de 1 500 habitants. Il est géré en partie par la commune de Magenta et en partie par la commune de Boffalora sopra Ticino.
Il a été fondé en 1808, année de la construction du pont napoléonien sur le Tessin, lequel permettait une communication plus rapide entre Milan et le Piémont : l'intérêt pour ces communications rapides mène à construire un pont semblable sur le Naviglio Grande, justement dans la localité qui portera désormais le nom de Ponte Nuovo, par opposition à la frazione Ponte Vecchio, dans laquelle se trouvait un pont du XVIIe siècle sur le même canal.
En 1836 s'y installe la douane autrichienne, dans un bâtiment qui fut un des lieux d'affrontements de la bataille de Magenta (4 juin 1859), pour ensuite être consacré aux établissements SAFFA (Società per Azioni Fabriche Riunite Fiammiferi 1871-2001 - une usine d'allumettes).

##### Édifices remarquables
Outre la douane autrichienne qui a abrité la SAFFA jusqu'en 2001, on note les deux églises :
- Saint Joseph artisan, église paroissiale consacrée en 1963 par Giovanni Battista Montini, futur Paul VI ;
- Notre Dame du bon conseil, chapelle édifiée pour les défunts de la bataille de Magenta, qui servait aux ouvriers de la SAFFA, et en particulier sainte Gianna Beretta Molla.

### Communes limitrophes
Marcallo con Casone, Santo Stefano Ticino, Corbetta, Boffalora sopra Ticino, Robecco sul Naviglio, Cerano (NO).

### Personnalités liées à la ville
- Gianna Beretta Molla dont c'était le lieu de résidence, son mari étant le gérant de la SAFFA.
- Marco Balzarotti (it), acteur.
- Fabio Calcaterra (it), footballeur.
- Andrea Noè, cycliste.
- Carlo Ponti, producteur de cinéma.
- Alessio Rimoldi (it), athlète.
- Roberto Salvadori (it), footballeur.
- Cesare Tragella (it), philosophe et prêtre catholique.
- Francesco Bertoglio, évêque.
- Graziella Mascia (1953-2018), femme politique.

## Jumelage
- Magenta (France) depuis 2009.